# Pfarrkirche Neudörfl an der Leitha

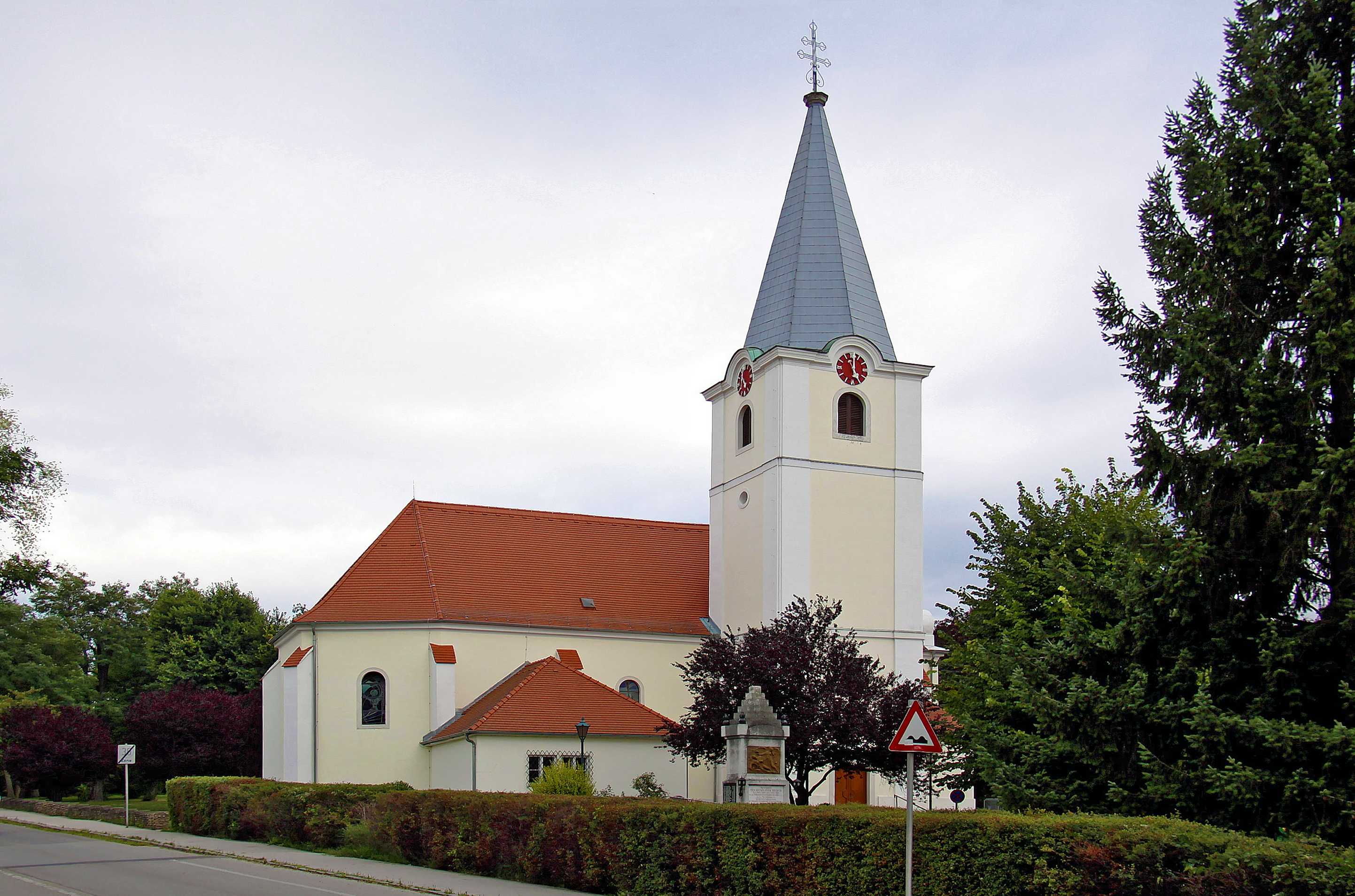
Katholische Pfarrkirche Mariä Geburt in Neudörfl an der Leitha

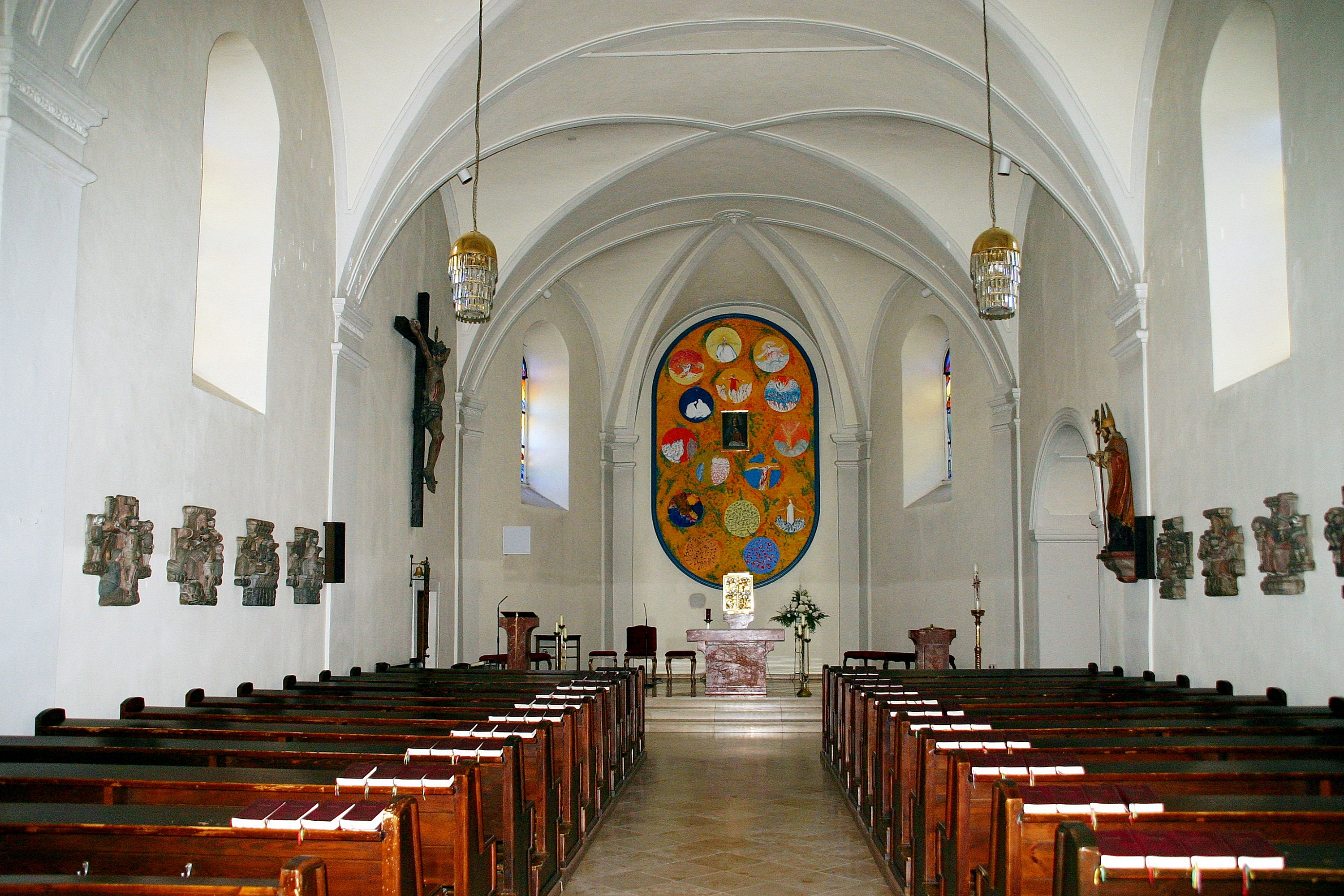
Im Langhaus zum Chor

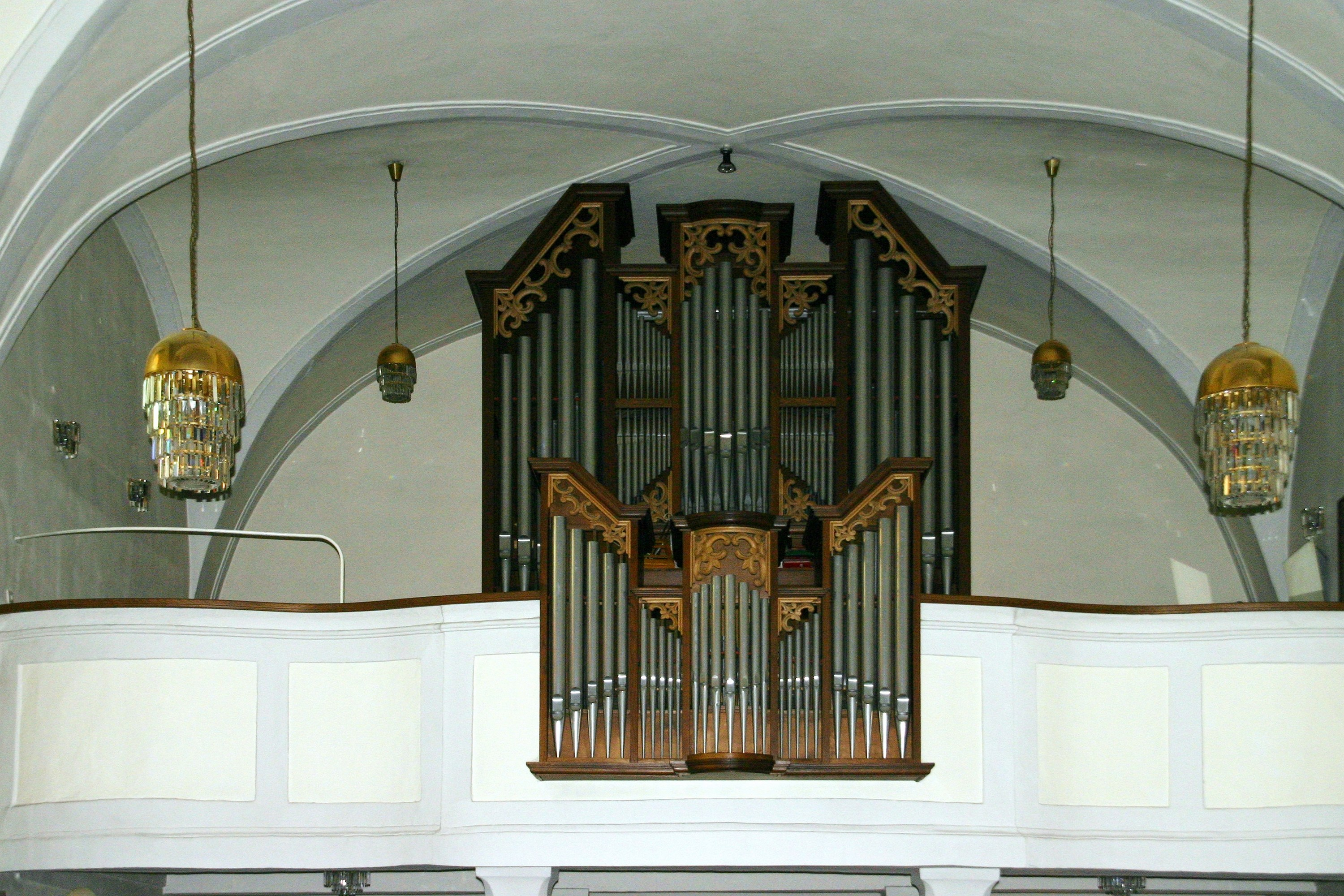
Die Orgel auf der Empore

Die römisch-katholische Pfarrkirche Neudörfl an der Leitha steht am Südrand der Gemeinde Neudörfl (ungarisch: Lajtaszentmiklós, d. h. „St. Nikolaus an der Leitha“, kroatisch: Najderflj) im Bezirk Mattersburg im Burgenland. Sie ist dem Fest Mariä Geburt geweiht und gehört zum Dekanat Mattersburg in der Diözese Eisenstadt. Die Kirche steht unter Denkmalschutz.

## Geschichte
Die erste Kirche wurde 1669 errichtet und 1670 zur Pfarrkirche erhoben. Im Zuge der Zweiten Wiener Türkenbelagerung 1683 wurde das Gotteshaus zerstört. Daraufhin wurde sie vergrößert wieder aufgebaut. Nach einer weiteren Erweiterung und der Errichtung des Turmes 1783 wurde die Kirche neu geweiht. Im 19. Jahrhundert erfolgten etliche Renovierungen. Bei der Renovierung im Jahr 1952 wurde die wertvolle barocke Einrichtung entfernt und durch modernes Inventar ersetzt. Eine weitere Restaurierung erfolgte 1974. Die Kirche war ursprünglich dem heiligen Nikolaus geweiht und wurde erst später unter das Patronat des Festes Mariä Geburt gestellt.

## Architektur
Die Kirche ist ein großer Kirchenbau im Stil des Barocks. Die Polygonalapsis ist genauso breit wie das Kirchenschiff, von dem sie durch zwei Strebepfeiler getrennt ist. An die westliche Wand des Kirchenschiffs ist ein dreigeschoßiger Turm mit steinernem Pyramidenhelm angebaut. Über dem Portal befindet sich eine Nische mit einer hölzernen Barockfigur des heiligen Nikolaus. Derzeit befindet sich die Figur jedoch im Inneren der Kirche. Die Nordfassade der Kirche ist durch einen geschweiften Giebel gegliedert. Am vierten Joch ist die Sakristei und eine Kapelle mit halbrunder Apsis angebaut. Der Kirchenraum ist vierjochig unter Kreuzgratgewölbe. Dieses ist zwischen Gurtbögen die auf flachen Pilastern ruhen. Die Empore ist dreiachsig und hat eine geschweifte Brüstung. Die Kapelle ist kreuzgratgewölbt. 

## Ausstattung
Im Durchgang zur Seitenkapelle befindet sich ein Ölbild. Dabei handelt es sich um ein ehemaliges Wallfahrtsbild. Auf dem Bild ist folgende Inschrift zu lesen: „Dises Frauen-Bild ist Anno 1683 in dißen Löbl. Gotteshaus mitten in der feuersbrunst als sie von den Türcken abgebrent worden unverletzt geblieben“ (Heutige Übersetzung: „Dieses Frauen-Bildnis überstand im Jahr 1683 die Feuersbrunst der Türken in dieser Kirche unbeschadet“). Die Orgel aus 1977 mit 17 Registern wurde von OÖ Orgelbauanstalt gebaut.